# Kanton Le Buisson-de-Cadouin

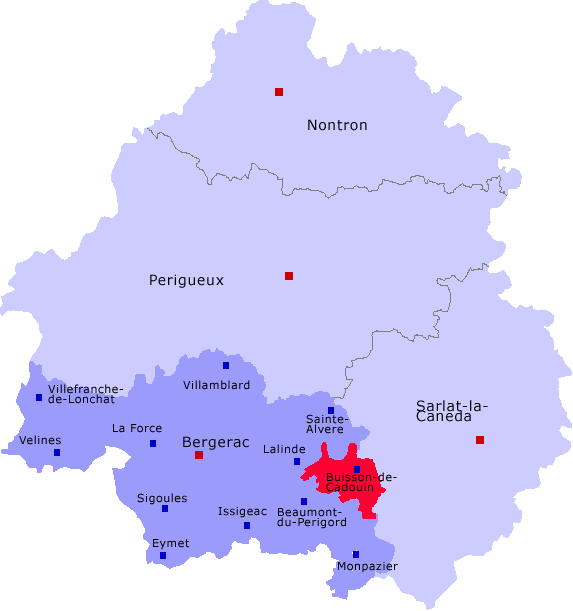
Lage des Kantons Le Buisson-de-Cadouin im Arrondissement Bergerac und im Département Dordogne

Der Kanton Le Buisson-de-Cadouin war von 1790 bis 2015 ein französischer Wahlkreis im Arrondissement Bergerac, im Département Dordogne und in der Region Aquitanien.

## Geschichte
Der Kanton wurde am 4. März 1790 im Zuge der Einrichtung der Départements als Teil des damaligen "Distrikts Belvès" gegründet. Mit der Gründung der Arrondissements am 17. Februar 1800 wurde der Kanton als Teil des damaligen Arrondissements Bergerac neu zugeschnitten.
Siehe auch Geschichte Dordogne und Geschichte Arrondissement Bergerac.

## Gemeinden
| Gemeinde              | Einwohner Jahr | Fläche km² | Bevölkerungsdichte | Code INSEE | Postleitzahl |
| --------------------- | -------------- | ---------- | ------------------ | ---------- | ------------ |
| Alles-sur-Dordogne    | 375 (2013)     | –          | – Einw./km²        | 24005      | 24480        |
| Badefols-sur-Dordogne | 220 (2013)     | –          | – Einw./km²        | 24022      | 24150        |
| Bouillac              | 129 (2013)     | –          | – Einw./km²        | 24052      | 24480        |
| Le Buisson-de-Cadouin | 2.073 (2013)   | –          | – Einw./km²        | 24068      | 24480        |
| Calès                 | 387 (2013)     | –          | – Einw./km²        | 24073      | 24150        |
| Molières              | 323 (2013)     | –          | – Einw./km²        | 24273      | 24480        |
| Pontours              | 215 (2013)     | –          | – Einw./km²        | 24334      | 24150        |
| Urval                 | 113 (2013)     | –          | – Einw./km²        | 24560      | 24480        |